# Ente Autonomo Volturno

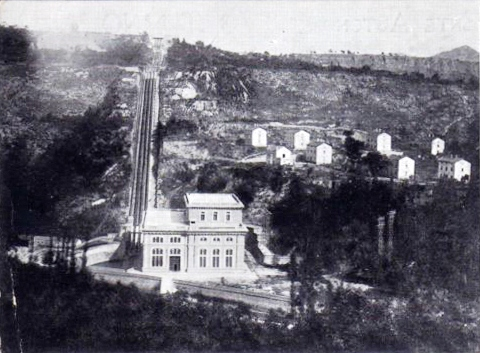
EAV-Wasserkraftwerk Rocchetta a Volturno

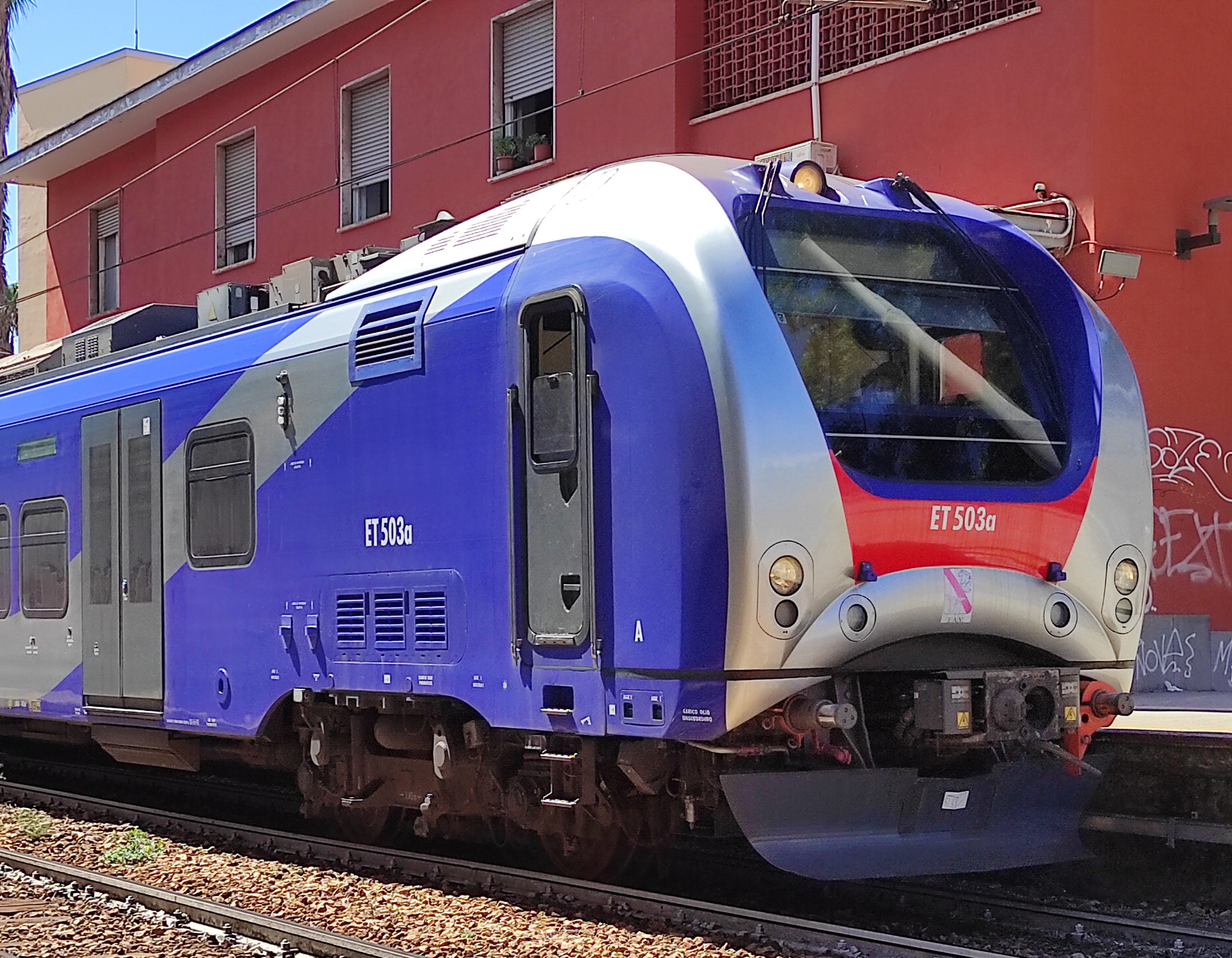
EAV-Zug bei Neapel

Ente Autonomo Volturno (EAV) (deutsch Autonome Körperschaft Volturno) ist ein ehemaliges, nach dem Fluss Volturno benanntes Energieversorgungsunternehmen und ein heutiges Verkehrsunternehmen der italienischen Region Kampanien mit Sitz in Neapel. EAV wurde 1904 als Körperschaft des öffentlichen Rechts gegründet und ist heute eine Gesellschaft mit beschränkter Haftung in regionaler Trägerschaft. Nach Außen tritt das Unternehmen heute nur noch unter der Abkürzung EAV auf. EAV übernahm im Lauf der Zeit andere Verkehrsbetriebe im Raum Neapel, weswegen sich die Unternehmensgeschichte indirekt bis 1889 zurückführen lässt. Heute ist es für den öffentlichen Verkehr im Raum Neapel die Betreibergesellschaft von Vorortbahnen, der U-Bahn-Linie 11, etlichen Buslinien und einer Luftseilbahn auf den Monte Faito.

## Geschichte
EAV wurde mit dem Gesetz 351/1904 zur wirtschaftlichen Förderung Neapels gegründet. Zweck der Körperschaft war die Erzeugung von elektrischem Strom mittels am Oberlauf des Volturno zu errichtender Wasserkraftwerke und damit die Stromversorgung Neapels, insbesondere dort anzusiedelnder Industriebetriebe. Da in diesem Bereich auch andere Stromversorger aktiv wurden, diversifizierte EAV ihre Aktivitäten und übernahm von 1931 bis 1941 den Betrieb der Straßenbahn Neapel. Unternehmen, die später von EAV übernommen wurden, betrieben zu dieser Zeit bereits einige Vorortbahnen im Raum Neapel. Im Jahr 1966 legte EAV erste Pläne für den Bau der Metro Neapel vor, wurde dann aber bei deren späterer Realisierung nicht berücksichtigt.
Im Jahr 2001 wurde aus EAV eine regionale Holding für offentliche Verkehrsbetriebe. Zehn Jahre danach beschloss die Regionalregierung Kampaniens, die Bahngesellschaften SFSM, SEPSA und MetroCampania NordEst mit der Holding zum neuen Verkehrsunternehmen EAV zu fusionieren, was 2012 abgeschlossen wurde. Ab 2015 wurde die ineffiziente und chronisch defizitäre EAV unter der Regierung des Regionalpräsidenten Vincenzo De Luca und des EAV-Geschäftsführers Umberto De Gregorio drastischen Sanierungsmaßnahmen unterzogen, die ab 2017 zu ersten Gewinnen führten. Im weiteren Verlauf konnte das Unternehmen neues Personal einstellen und neue Busse und Züge beschaffen und auch die Infrastruktur verbessern.
Folgende Unternehmen gingen 2012 in EAV auf:
- Società per l’Esercizio di Pubblici Servizi Anonima, SEPSA, „Aktiengesellschaft für den Betrieb öffentlicher Dienste“, gegründet 1883, seit 1889 Betreiber der Vorortbahn Ferrovia Cumana und seit 1962 der Ferrovia Circumflegrea im Westen Neapels
- Strade Ferrate Secondarie Meridionali, SFSM, „Süditalienische Sekundärbahnstrecken“, gegründet 1890, Betreiber der Ferrovia Circumvesuviana im Osten Neapels (ab 2001 als Circumvesuviana s.r.l. firmierend)
- MetroCampania NordEst, 2005 unter anderem aus der Ferrovia Alifana e Benevento-Napoli (FABN) entstanden, Betreiber von Bahnstrecken im Nordosten Neapels, darunter der ehemaligen Ferrovia Alifana (heute U-Bahn-Linie Arcobaleno Neapel-Aversa) und der Bahnstrecke Benevento–Cancello.

## Fahrzeuge
Die Liste ist unvollständig.
| Baureihe          | Bild | Spurweite | Anzahl | Hersteller           | Baujahr   | Länge  |
| ----------------- | ---- | --------- | ------ | -------------------- | --------- | ------ |
| ETR 001–118       |      | 950 mm    | 118    |                      | 1970–1993 | 39,6 m |
| ETR 200 Metrostar |      | 950 mm    | 26     | AnsaldoBreda, Firema | 2005–2010 | 40 m   |
| ETR 243 Alfa 2    |      | 1435 mm   |        | Firema               | 2016      | 50,9 m |
| EAV 500 Alfa 3    |      | 1435 mm   |        | Firema               | 2016–2018 | 50,9 m |
|                   |      | 950 mm    | 56     | Stadler              | 2024–2026 | 40,8 m |